# 尤赫諾韋
51°56′31″N 33°14′37″E / 51.94194°N 33.24361°E
尤赫諾韋（烏克蘭語：Юхнове），是烏克蘭的村落，位於該國北部切爾尼戈夫州，由諾夫哥羅德-謝韋爾斯基區負責管轄，始建於1500年，面積0.65平方公里，海拔高度157米，2001年人口275，人口密度每平方公里423.1人。